# Ново Брдо
Ново Брдо (алб. Novobërdë или Novobërda) је насељено место у Србији, у општини Ново Брдо. Административно припада Косову и Метохији, односно Косовскопоморавском управном округу. Насеље је након 1999. године познато и као Артана (алб. Artanë или Artana). Према попису из 2024. било је 117 становника. Ново Брдо није седиште истоимене општине, већ је то насеље Бостане. Развило се из подграђа истоименог утврђења чији се остаци и данас уздижу над њим.

## Назив
Иван Јастребов наводи податак да се Ново Брдо звало и Иванов град и Ирваново брдо и Ирваноград. Могуће је да је касније дошло до скраћења назива, па је од Ирваново брдо остало само Ново Брдо.

## Историја
Ново Брдо је био средњовековни град и рударско средиште. Лежи на Великој Планини северно од Гњилана, између изворишта Прилепнице и Новобрдске реке и Криве реке, левих притока Биначке Мораве. Новим Брдом називао се и предео око овога града у поречју споменутих двеју река с околним планинским подручјем. Око рушевина града Новог Брда многобројни су остаци старога рударства и рударских насеља. Град Ново Брдо лежи на усамљеној главици Велике Планине на висини од 1.124 m. Зидине унутрашњег и спољашњег града добро су очуване; запремају простор 224x80 m. Са свих страна града Новог Брда, осим југозападне, има безброј темеља од кућа великог подграђа или вароши, са развалинама више цркава, од којих су најзначајније, изнад села Бостана која се назива Шашка (Саска) и катедрална црква Светог Николе, саборни храм новобрдских и грачаничких епископа, у непосредној близини тврђаве Ново Брдо.
Подграђе око Прилепнице бранили су градови Призренац и Прилепац. Подграђе се спуштало и до Криве реке, која се онда звала Тополница. Ново Брдо је била варош разбијенога типа, огромно рударско насеље, подграђе Новог Брда, где је био трг (mercatum), и где се живело по закону града Новог Брда. Трговачке везе Новог Брда прелазиле су границе Балкана, особито на западу, преко Јадрана, до у Италије и даље, а због огромног рудног богатства било је једно од најчувенијих места онога доба (Новобрдско-копаоничко рударско подручје).
Ново Брдо је постало првих година владе краља Милутина (1282—1321). Постало је једна од најважнијих насеобина немачких рудара Саса (они су Ново Брдо звали Nyeu-berghe), а по њима се звало и Сашко Место. Ново Брдо се први пут помиње 1326, већ као познато рударско и трговачко средиште, где су Дубровчани водили трговину и држали царину. Саски валтурци (рупници, рудари) били су главни рудари, а осим Дубровчана и других на тргу су трговали и саски пургари (грађани). Саси су имали свој суд од грађана, своје нотаре и урбураре (за књижење рударског десетка), своје цркве, и због свога напреднога рударства у Новом Брду толико су били чувени, да су их одавде у 14. и 15. веку позивали у Италију и Шпанију.
Други пак сматрају, да је кула много старија. Већ у антици је била Артана позната по рудницима злата, сребра, олова и железа. Стручњаци кажу, да је било утврђење постављено као византијска испостава у 9. веку, да би надзирало златне руднике, који се налазе око тврђаве; сав стари новац из Дубровника су придобивали на овом подручју. Тврђава, која је изграђена на врху брда, има преглед над долином и путевима, који воде у друге руднике.
Новобрдски рудници били су у 15. веку нарочито познати по производњи гламског сребра (лат. argentum de glama). Ова врста сребра садржала је у себи и до 33% злата. Дубровачки трговци настојали су да овакву руду откупе по цени обичног сребра, како би сами рафинирали злато и тако стекли огромну добит. Према проценама историчара из новобрдских рудника се добијало годишње и до 5 до 6 тона сребра. Француски путник Бертрандон де ла Брокијер је пролазећи 1433. године кроз Србију, истакао да српски деспот добија годишње 200.000 дуката прихода из овог богатог рудника. Према његовој процени без тих средстава деспот Ђурађ Бранковић (1427—1456), би одавно био прогнан из своје земље.
Услед турске опасности, тадашњи липљански митрополити су често боравили у Новом Брду као најбезбеднијем месту на подручју Липљанске епархије. По граду Новом Брду, које је било седиште епископа и епархија је названа Новобрдском.
Турци су први пут опсели Ново Брдо 1412. године, али без успеха. Цела Србија 1439. пада у турске руке али се тврди новобрдски град бранио све до 1441. када се предао султану. У новообновљеној Србији град је пострадао већ 1444. када је поробљен и попаљен. Све ово време рударска производња није прекидана јер су од ње имале користи све стране. Коначни пад под турску власт наступио је 1. јуна 1455. године. Овај догађај описао је житељ Новог Брда Константин Михаиловић из Островице.
Иван Јастребов спомиње да се и у вези Новог Брда спомињу у поменику манастира Св. Тројице у Мушутишту хришћанска имена приложника. Од старих књига у манастиру, нема достојних посебне пажње осим Поменика, једног Пролога и једне нове књиге Филијада. У поменику су записана чисто српска имена хришћана оних места и села у којима тада није остало ниједне православне душе. Између тих села и места се спомињу и: Језерце, Качаник, Полог, Пећане, Медвеце, Мачитево (више Мушутишта)... Топољане (у Љуми), Заплужане, Јањево и Ново Брдо. Пролог од месеца марта до септембра написан је о трошку митрополита новобрдског Василија, првобитно за Грачаницу, 1587. г.

## Становништво
Према попису из 1981. године насеље је већински насељено Албанцима. Након рата 1999. године већина малобројних Срба је напустила Ново Брдо.
| Етнички састав према попису из 1981.‍ | Етнички састав према попису из 1981.‍ | Етнички састав према попису из 1981.‍ | Етнички састав према попису из 1981.‍ | Етнички састав према попису из 1981.‍ |
| ------------------------------------ | ------------------------------------ | ------------------------------------ | ------------------------------------ | ------------------------------------ |
|                                      |                                      |                                      |                                      |                                      |
| Албанци                              | Албанци                              |                                      | 275                                  | 94,2%                                |
| Срби                                 | Срби                                 |                                      | 11                                   | 3,8%                                 |
| Муслимани                            | Муслимани                            |                                      | 5                                    | 1,7%                                 |
| Укупно: 292                          |                                      |                                      |                                      |                                      |

| Етнички састав према попису из 2011.‍ | Етнички састав према попису из 2011.‍ | Етнички састав према попису из 2011.‍ | Етнички састав према попису из 2011.‍ | Етнички састав према попису из 2011.‍ |
| ------------------------------------ | ------------------------------------ | ------------------------------------ | ------------------------------------ | ------------------------------------ |
|                                      |                                      |                                      |                                      |                                      |
| Албанци                              | Албанци                              |                                      | 176                                  | 96,2%                                |
| Турци                                | Турци                                |                                      | 6                                    | 3,3%                                 |
| Укупно: 183                          |                                      |                                      |                                      |                                      |

Број становника на пописима:
|             | \| Демографија[6] \| Демографија[6] \| Демографија[6] \| \| Година \| Становника \| Становника \| \| -------------- \| -------------- \| -------------- \| \| 1948. \| 232 \| \| \| 1953. \| 243 \| \| \| 1961. \| 237 \| \| \| 1971. \| 294 \| \| \| 1981. \| 292 \| \| \| 1991. \| 463 \| \| |            |
| Демографија | |            |
| Година      | Становника | Становника |
| 1948.       | 232 |            |
| 1953.       | 243 |            |
| 1961.       | 237 |            |
| 1971.       | 294 |            |
| 1981.       | 292 |            |
| 1991.       | 463 |            |